# How Much Time
How Much Time è un album di Jake Holmes, pubblicato dalla Columbia Records nel 1972.

## Tracce
Tutti i brani composti da Jake Holmes.
Lato A
1. Trust Me – 2:42
2. Wasp – 2:27
3. Just as Lost as Me – 2:43
4. How Much Time – 2:59
5. Cross My Heart – 2:33

Durata totale: 13:24
Lato B
1. I'm Feelin' Fine – 3:09
2. A Pop Tune (It's Love) – 2:39
3. Early Morning Stories – 3:24
4. I Told You – 3:40
5. Silence – 2:28

Durata totale: 15:20

## Musicisti
Trust Me
- Jake Holmes - chitarra ritmica, voce
- Stuart Scharf - chitarra ritmica
- Hugh McCracken - chitarra elettrica
- Paul Griffin - organo
- Lou Mauro - basso
- Ronnie Zito - batteria
- Mike Mainieri - percussioni
- Ray Barretto - congas

Wasp
- Jake Holmes - chitarra ritmica, voce
- Teddy Irwin - chitarra solista
- Weldon Myrick - chitarra pedal steel
- Charlie McCoy - armonica
- Ben Keith - dobro
- Joe Mack - basso

Just as Lost as Me
- Jake Holmes - pianoforte, voce
- Bobby Thompson - banjo
- Robert Freedman - clavicembalo, arrangiamenti strumenti a corde
- George Young - sassofono soprano

How Much Time
- Jake Holmes - chitarra ritmica, voce
- Stuart Scharf - chitarra solista
- Teddy Irwin - chitarra solista
- Paul Griffin - pianoforte
- Lou Mauro - basso
- Ronnie Zito - batteria
- Mike Mainieri - percussioni

Cross My Heart
- Jake Holmes - pianoforte, voce
- Teddy Irwin - dobro
- Weldon Myrick - chitarra pedal steel
- Norbert Putnam - basso
- Kenny Buttrey - batteria

I'm Feelin' Fine
- Jake Holmes - chitarra ritmica, voce
- Teddy Irwin - chitarra solista
- Norbert Putnam - basso
- Kenny Buttrey - batteria
- Ray Barretto - congas

A Pop Tune (It's Love)
- Jake Holmes - voce
- Stuart Scharf - chitarra ritmica
- Frank Owens - pianoforte
- Paul Griffin - pianoforte
- Gerald Jemmott - basso
- Ronnie Zito - batteria
- George Devens - percussioni
- Richard Behrke - arrangiamenti

Early Morning Stories
- Jake Holmes - chitarra ritmica, voce
- Teddy Irwin - chitarra solista
- Weldon Myrick - chitarra pedal steel
- David Briggs - pianoforte
- Norbert Putnam - basso
- Kenny Buttrey - batteria

I Told You
- Jake Holmes - voce
- Frank Owens - pianoforte
- Lou Mauro - basso
- Richard Behrke - arrangiamenti

Silence
- Jake Holmes - chitarra ritmica, voce
- Hugh McCracken - chitarra elettrica
- Stuart Scharf - chitarra elettrica
- Paul Griffin - pianoforte
- Gerald Jemmott - basso
- Ronnie Zito - batteria
- Ray Barretto - congas
- George Devens - percussioni
- Richard Behrke - arrangiamenti

Note aggiuntive
- Jeanie Thomas Fox - accompagnamento vocale, cori
- Jerry Keller - accompagnamento vocale, cori
- Kenny Karen - accompagnamento vocale, cori
- Lesley Miller - accompagnamento vocale, cori
- Valerie Simpson - accompagnamento vocale, cori
- Susan Hamilton - produttore
- Elliot Mazer - ingegnere del suono e coproduttore (A2, A3, A5, B1 e B3)
- Lacey O'Neal - ingegnere del suono
- Lou Bradley - ingegnere del suono
- Tim Geelan - ingegnere del suono